# Tel Keppe (distrikt)
Tel Keppe District är ett distrikt i Irak.   Det ligger i provinsen Ninawa, i den norra delen av landet, 400 km norr om huvudstaden Bagdad. Arean är 1,2 kvadratkilometer.
Terrängen i Tel Keppe District är mycket platt.
Följande samhällen finns i Tel Keppe District:
- Tallkayf
- Al Qūsh
- Baqofah